# Sangha (Kongo)
Sangha ist ein Departement der Republik Kongo mit der Hauptstadt Ouésso.

## Geographie
Das ländliche, dünn besiedelte Departement liegt im Norden des Landes und grenzt im Norden an Kamerun, im Nordosten an die Zentralafrikanische Republik, im Osten an das Departement Likouala, im Süden an die Departements Cuvette und Cuvette-Ouest und im Westen an Gabun. Die Grenze zum Departement Cuvette und Cuvette-Ouest wird dabei ein großes Stück vom Fluss Mambili gebildet.
Benannt ist das Department nach dem Fluss Sangha, der es im Osten durchfließt. In der Provinz liegt der Nationalpark Nouabalé-Ndoki, der Teil des Weltnaturerbes Sangha Trinational ist, an dem auch Kamerun und die Zentralafrikanische Republik teilhaben.

## Fauna
Im Nationalpark leben Flachlandgorillas und Waldelefanten.

## Wirtschaft
Der Holzeinschlag in der Region gefährdet Teile des Regenwaldes. In der Region wird auch Kakao angebaut.

## Verwaltungsgliederung
Das Département besteht aus der selbstständigen Kommune Ouésso mit etwa 30.000 Einwohnern und den Bezirken
- Mokéko
- Sembé
- Souanké
- Pikounda
- N'gbala
- Kabo (seit 2017)